# 高村彩乃
高村 彩乃（たかむら あやの、1988年12月9日 - ）は、日本のタレント、モデル。オスカープロモーション所属。静岡県出身。身長163cm。血液型A型。

## 来歴
大学在学中に就職活動の一環としてオスカープロモーションのオーディションを受け、合格する。2011年1月から、フジテレビ『競馬予想TV!』の7代目MCアシスタントに就任。大学卒業後はラジオパーソナリティ、企業イメージキャラクター、モデルとして多方面で活躍。
2014年1月から2015年1月までプロサッカークラブ柏レイソルの応援番組『レイソル魂』MCを務める。
2016年2月18日、自身のブログで一般男性と入籍したことを発表。

## 人物
静岡県生まれだが、出生後3歳までアメリカに住んでいたことがある。
かなりの多趣味。ウインドサーフィン、スキューバダイビング、自転車、山登り、ベリーダンス、テニス、お菓子作り、絵画、釣りなど。
大学では中国語を専攻、台湾留学の経験がある。世界遺産検定2級、中国語準1級、スキューバダイビングライセンスを所持。姉がいる。

## 出演

### テレビ番組
- 競馬予想TV!（2011年1月-2012年8月、フジテレビ） - MCアシスタント
- ハケンOLは見た!（2011年、テレビ東京）
- ワンセグランチボックス（2011年、NHKワンセグ2）
- HOT6GOGO（2012年、テレビ静岡）
- ぱらきん（2011年、J:COM） - MCアシスタント
- 快撮（2012年、J:COM） - MCアシスタント
- レイソル魂（2014年 - 2015年、J:COM） - MC
- TOKIOカケル（2015年2月18日、フジテレビ） - 「方言女子」静岡代表として出演[6]

### ラジオ番組
- 夜のトレード酒場（2011年3月-2012年1月、ラジオNIKKEI） - パーソナリティ
- ラッキーガール高村彩乃のトレーダーのみなさん今週もがんばりましょう（2011年4月-2012年1月、ラジオNIKKEI） - パーソナリティ

### CM
- 花王 ふんわりニュービーズ「香り体験編」

### ミュージックビデオ
- RHYMESTER 『フラッシュバック、夏。』（2011年）

### イメージキャラクター
- ミヤタサイクル・メリダ（2011年-2012年）
- ゼウス・エンタープライズ（2011年-2012年）
- 日本電動式遊技機工業協同組合（2013年5月-11月）

### 雑誌
- つり丸
- クルマ情報誌Goo
- CARトップ
- Highway Walker

### インターネット番組
- マカロンcafe （あっ!とおどろく放送局） - MC
- 吉田尚記XYZ（ニコニコ生放送） - MC

### その他
- NTTドコモ「富士通携帯」
- 国土交通省「あたりまえ点検」